# Дебюшер, Йенс
Йенс Дебюшер (нидерл. Jens Debusschere; род. 28 августа 1989 в Руселаре, Бельгия) — бельгийский профессиональный шоссейный велогонщик,  с 2019 года выступающий за команду «Katusha–Alpecin». Чемпион Бельгии 2014 года в групповой гонке.

## Достижения
2008
1-й Тур Фландрии U19
2-й Париж — Рубе U19
2009
2-й Гран-при Верегема
2010
2-й Де Вламсе Пейл
2-й Париж — Рубе U23
2013
1-й  Тур де Еврометрополь
1-й  Очковая классификация
1-й  Молодёжная классификация
1-й — Этап 1
1-й Чемпионат Фландрии
1-й Натионале Слёйтингспрейс
3-й Омлоп ван хет Хаутланд
2014
1-й  Чемпионат Бельгии в групповой гонке
1-й Натионале Слёйтингспрейс
1-й — Этап 1 Тур Валлонии
2-й Тур де Еврометрополь
2-й Трофео Пальма де Мальорка
3-й Бенш — Шиме — Бенш
3-й Париж — Тур
2015
1-й Гран-при Валлонии
1-й Омлоп ван хет Хаутланд
1-й — Этап 2 Тиррено — Адриатико
1-й — Этап 1 Тур де Еврометрополь
3-й Натионале Слёйтингспрейс
5-й Гент — Вевельгем
9-й Париж — Рубе
2016
1-й Дварс дор Фландерен
2017
Тур Бельгии
1-й  Очковая классификация
1-й — Этап 5
1-й — Этап 1 Четыре дня Дюнкерка
3-й Классика Альмерии
7-й Гент — Вевельгем
2018
1-й — Этап 5 Тур Валлонии
5-й Гент — Вевельгем
10-й Париж — Рубе
2019
5-й Кэдел Эванс Грейт Оушен Роуд
10-й Гент — Вевельгем

## Статистика выступлений

### Гранд-туры
| Гонка           | 2012 | 2013 | 2014 | 2015 | 2016 | 2017 | 2018 |
| --------------- | ---- | ---- | ---- | ---- | ---- | ---- | ---- |
| Джиро д'Италия  | —    | —    | —    | —    | —    | —    | 136  |
| Тур де Франс    | —    | —    | —    | 145  | НФ   | —    | —    |
| Вуэльта Испании | НФ   | —    | —    | 107  | —    | НФ   | —    |

| —  | Не участвовал  |
| НФ | Не финишировал |